# William Congdon
(W. Congdon)
William Grosvenor Congdon (Providence, 15 aprile 1912 – Milano, 15 aprile 1998) è stato un pittore statunitense.
Figlio dell'Action Painting, ha maturato un suo particolarissimo stile che gli ha dato notorietà già dagli anni cinquanta.

## Biografia
William Grosvenor Congdon nasce il 15 aprile 1912 a Providence, nel Rhode Island, da una facoltosa famiglia di industriali.
Nel 1930 si iscrive alla Yale University che frequenta fino al 1934, anno in cui si cimenta nella pittura sotto l'egida di Henry Hensche.
Nel 1940 apre uno studio come scultore a Berkshire Hills sotto la guida del maestro George Demetrios.
Con l'entrata in guerra degli U.S.A, Congdon si arruola nell'American Field Service al seguito dell'esercito statunitense nell'opera di soccorso nel campo di concentramento di Bergen Belsen.
Ha inizio così per l'artista costretto ad affrontare quotidianamente una crudeltà sconfinata una tormentata riflessione sul mistero del male, che lo accompagna per quasi tutta la vita.
Terminato il conflitto, William fa ritorno nel 1947 a New York dove sotto il fervente impulso culturale che la città offre continua a dipingere.
Da un incessante lavoro nascono così le prime mostre, che vengono esposte alla celebre Betty Parsons Gallery, assieme alle opere degli artisti della nascente Action Painting come Jackson Pollock, Willem De Kooning, Franz Kline e Mark Rothko.
È l'ammaliante ambiguità newyorkese che egli si preme di raffigurare, quel suo evidente mescolarsi di bene e malvagità, bellezza e corruzione, che con veemenza attrae il pittore.
Ben presto però il pittore abbandona l'America e quindi l'amata New York, dalla quale si sente ferito e tradito a causa di un dilagante spirito commerciale e di un'ignoranza nei confronti di principi che egli abbraccia come necessari.
Nonostante il successo negli Stati Uniti, decide di trasferirsi a Venezia dove rimane per circa un decennio.
L'Italia però è destinata a deludere le aspettative dell'artista che poco alla volta si accorge della vanità della sua ricerca, dell'impossibilità di trovar quel nutrimento di valori tanto bramato. Egli però non demorde, non abbandona il desiderio e così ostinato continua senza sosta a viaggiare per l'Europa e l'Africa attraversando innumerevoli paesi di cui lascia testimonianze ed impronte attraverso il suo genio.
Proprio durante il periodo in Europa dal 1950 al 1960, il suo nome inizia a divenire noto ed i suoi paesaggi ad ottenere grande successo dalla critica che non esita a celebrare il suo talento.
In molti paragonano le sue vedute a quelle di Turner, anche se in quelle dell'americano traspare un evidente nota tragica, un demone che egli non riesce ad esorcizzare.
Inoltre a metà di questi anni, risale il memorabile incontro con il grande Stravinsky e quindi l'inizio di un'intensa amicizia destinata a durare negli anni.
Nel 1959, tappa fondamentale per il cammino di crescita spirituale del pittore, anno in cui abbraccia la fede cattolica ricevendo il battesimo ad Assisi.
Dal 1960 al 1970 si stabilisce in modo permanente ad Assisi dove accanto al soggetto religioso riprende a lavorare sui paesaggi.
Nel 1963, conosce il cantautore cristiano Claudio Chieffo, forlivese, con cui nasce una profonda amicizia.
Infine negli anni '70 riprendono i suoi viaggi attraverso l'India, l'America Latina ed il vicino Oriente, fino al trasferimento nel 1979 alla Cascinazza (Buccinasco), monastero benedettino situato nella bassa lombarda, dove trascorre i suoi ultimi anni per poi spegnersi il 15 aprile del 1998, giorno del suo 86º compleanno.

## Opere
- Naples Afternoon esposto al Museum of Fine Arts (Boston)
- Canal Archiviato il 7 giugno 2012 in Internet Archive.  esposto al Phillips Collection
- Venice Archiviato il 7 giugno 2012 in Internet Archive.  esposto al Phillips Collection
- Destroyed City   esposto al Addison Gallery
- Positano   esposto al Addison Gallery
- Positano#1  esposto al Art Gallery dell'Università di Yale
- Piazza San Marco  esposto al Art Gallery dell'Università di Yale
- Italian Moon  esposto al Art Gallery dell'Università di Yale
- Athens  esposto al Museum of Modern Art
- Eiffel Tower #1, 1955  esposto al Memorial Art Gallery of the University of Rochester
- Piazza San Marco   at the KETTLE’S YARD COLLECTION
- Guatemala #7   at the KETTLE’S YARD COLLECTION
- Canal from Giudecca [collegamento interrotto]  at the KETTLE’S YARD COLLECTION
- Indian Temple [collegamento interrotto]  at the KETTLE’S YARD COLLECTION
- Indian Temple 2[collegamento interrotto]  at the KETTLE’S YARD COLLECTION
- Moon Night Subiaco[collegamento interrotto]  at the KETTLE’S YARD COLLECTION
- Moon Night Subiaco 2[collegamento interrotto]  at the KETTLE’S YARD COLLECTION
- Tangeri 1  at the Collezione Privata - aggiudicazione da Casa d'Aste di Milano 2014

## Musei e Collezioni con sue Opere
- Andover MA., Addison Gallery OF AMERICAN ART
- Atlanta GA, THE TEMPLE- HEBREW BENEVOLENT CONGREGATION.
- Boston MA, Museum of Fine Arts.
- Bristol RI, BRISTOL MUSEUM.
- Cedar Falls IA, UNIVERSITY OF NORTHERN IOWA, LIBRARY.
- Cleveland OH, CLEVELAND MUSEUM OF ART.
- Detroit MI, Detroite Institute OF THE ARTS.
- Hartford CT, WADSWORTH ATHENAEUM.
- New Haven CT, YALE UNIVERSITY ART GALLERY.
- Kansas City MO, COLLECTION HALLMARK CARDS INC.
- Louisville KY, Speed Art Museum OF ART.
- Metropolitan Museum OF ART.
- Museum of Modern ArtMoMa.
- Whitney museum of modern Art.
- Memphis TN, MEMPHIS BROOKS MUSEUM OF ART.
- New Brunswick NJ, JANE-VOORHEES-ZIMMERLI ART MUSEUM.
- Pittsburgh PA, MUSEUM OF THE CARNEGIE INSTITUTE.
- Portsmouth RI, PORTSMOUTH PRIORY.
- RHODE ISLAND SCHOOL of DESIGN.
- MUSEUM OF ART, R. I. S. D.
- PROVIDENCE COLLEGE.
- Rochester NY, Memorial Art Gallery.
- Santa Barbara CA, SANTA BARBARA MUSEUM OF ART.
- South Bend IN, THE SNITE MUSEUM, UNIVERSITY OF NOTRE DAME.
- Southborough MA, ST. MARK'S COLLEGE PREPARATORY SCHOOL.
- St. Louis MO, ST. LOUIS ART MUSEUM.
- Syracuse NY, SYRACUSE UNIVERSITY ART COLLECTION, SIMS HALL.
- Toledo OH, Toledo Museum.
- Tulsa OK, Philbrook museum of Art.
- Urbana-Champaign IL, KRANNERT ART MUSEUM.
- Utica NY, MUNSON-WILLIAMS-PROCTOR INSTITUTE.
- Phillips Collection (MODERN ART GAL.)
- SMITHSONIAN: NATIONAL COLLECTION.
- Assisi, Pro Civitate Christiana, Galleria D'Arte Moderna.
- Cambridge, England, KETTLE'S YARD COLLECTION (University of Cambridge).
- Rome, Italy: MINISTERO DELL'INDUSTRIA DEL COMMERCIO E DEL ARTIGIANATO.
- CENTRO STUDI LAZIO.
- COLLEZIONE VATICANA D'ARTE RELIGIOSA MODERNA.
- Venice, Italy: THE Peggy Guggenheim COLLECTION.
- Venice, Italy: Fondazione Querini Stampalia.
- Venezia MUSEO D'ARTE MODERNA.
- Viterbo, Italy MUSEO D'ARTE MODERNA.

## Mostre Personali
- 1947 "Disegni di William Congdon" Galleria dell'Oblò, Carpi
- 1949 "William Congdon" Betty Parsons Gallery
- 1950 "New Paitings" Betty Parsons Gallery
- 1950 "Retrospective" Hotchkiss College Preparatory School, Lakeville, CT
- 1951 "W. Congdon" Margaret Brown Gallery, Boston
- 1952 "Recent Painting" Betty Parsons Gallery
- 1952 "Congdon & Nicholas De Stael" Dunchan Phillips Gallery
- 1953 "William Congdon" Art Center Association, Louisville, KY
- 1953 "W. Congdon" Betty Parsons Gallery
- 1953 "William Congdon" Providence Art Club
- 1954 "W. Congdon & J. Heliker" Arts Club of Chicago
- 1954 "W. Congdon & Lyman Kipp" Betty Parsons Gallery
- 1956 "W. Congdon Recent Painting" Margaret Brown Gallery, Boston, MA
- 1957 "William Congdon" Peggy Guggenheim Venezia
- 1958 "Dipinti di William Congdon" Galleria dell'Obelisco, Roma
- 1958 "First London Exhibition of Painting by W. Congdon" Arthur Jeffress Gallery
- 1958 "W. Congdon Painting" Hayden Memorial Gallery, Cambridge, MA
- 1959 "William Congdon" Betty Parsons Gallery
- 1961 "Congdon" Galleria d'Arte Contemporanea della Pro Civitate Christiana, Assisi
- 1962 "William Congdon" Palazzo Reale, Milano
- 1962 "W. Congdon" Betty Parsons Gallery
- 1962 "Congdon" The Botolph Group Inc., Boston, Ma
- 1962 "May Day Celebration" Philip Johnson Church, New Harmony, IN
- 1963 "Congdon" Episcopal Center, NY
- 1964 "W. Congdon, Traveling Exhibit" Art Center IN e altre sedi
- 1964 "New York World's Fair, Vatican Pavilion, NY
- 1965 "Retrospective" R.I.S.D. Providence RI
- 1966 "Painting by Congdon" The Catholic University of America, Washington DC
- 1967 "Landscape" Betty Parsons Gallery NY
- 1968 "W. Congdon" Clare College, University of Cambridge, Gran Bretagna
- 1969 "W. Congdon" Galleria Cadario, Roma e Milano
- 1980 "Da New York a Calcuta e oltre" Padiglioni della fiera di Rimini
- 1981 "Europa e America" Palazzo dei Diamanti, Ferrara
- 1982 "Le Terre, il mare, l'oriente" Palazzo Orsini, Abbiategrasso
- 1983 "Antologica" Como
- 1984 "Antologica 1942-1984" Rimini
- 1986 "Opere Recenti" Ferrara
- 1990 "Crocefisso o Jesus: Crocefissi di William Congdon" Milano
- 1992 "Quattro continenti in cinquant'anni di pittura" Milano
- 1995 "A immagine e somiglianza" Faenza
- 1995 "Pastelli" Ferrara
- 1996 "A immagine e somiglianza" Bologna
- 1996 "Pastelli" Bologna
- 1997 "Cielo è Terra" Rimini
- 1998 "La mirada de un testigo del siglo XX" Madrid
- 1999 "Nei luoghi del mondo" Bassano del Grappa
- 1999 "Il mare è una lunga riga blu" Riccione
- 2000 "Doveva accadere: il luogo, il crocifisso, il campo" Milano
- 2001 "Lo sguardo urgente: William Congdon opere 1949-1998" Varese
- 2001 "Pastelli" Varese
- 2001 "My Life has been a painting" Providence, RI
- 2003 "Arbor una nobilis" Feltre
- 2004 "Congdon, Inizi ed esiti" Firenze
- 2012 "William Congdon a Venezia (1948-1960). Uno sguardo americano" Venezia
- 2019 "Congdon. American modernist Abroad". Galleria Rubin, Milano
- 2023 "William Congdon. In the death of one. Artista e ambulanziere nell'inferno di Bergen-Belsen/maggio1945". Palazzo Bisaccioni Jesi